# Полет 435 на „Инвикта Интернешънъл Еърлайнс“
Полет 435 на „Инвикта Интернешънъл Еърлайнс“ е международен чартърен пътнически полет от летище „Бристъл Лулсгейт“, Бристъл, Англия, Обединеното кралство, до летище „Базел-Мюлуз“, Базел, Швейцария, управляван от „Инвикта Интернешънъл Еърлайнс“. На 10 април 1973 г. самолетът „Викерс Вангард“, който изпълнява полета, се разбива в горист хълм близо до Хохвалд, Швейцария. В инцидента загиват 108 от общо 145 души на борда, сред които членове на „Гилдията на дамите в Аксбридж“. Злополуката става известна в британските медии, като авиокатастрофата в Базел.
Разследването установява, че пилотът Антъни Дорман е дезориентиран, той идентифицира погрешно два радиомаяка и пропуска друг. Когато вторият пилот Айвор Тери поема управлението, последният му подход се основава на грешен маяк и самолетът се разбива в склона на хълма. Антъни Дорман преди това е отстранен от Кралските канадски военновъздушни сили поради липса на способности и се проваля теста за полети по прибори осем пъти. В резултат на катастрофата, в Обединеното кралство са въведени по-строги регулации.
Въпреки заключенията на официалния швейцарски доклад, бившият пилот на KLM Ян Бартелски, твърди, че пилотите може да не са изцяло виновни и че има вероятност да са отклонени от курса от грешни предавания на маяци, причинени от електропроводи. Към 2025 г. това е най-смъртоносният инцидент с участието на „Викерс Вангард“ и най-смъртоносният авиационен инцидент, който се случва на швейцарска земя.